# Station Limerick Junction
Station Limerick Junction  is een spoorwegstation in  in het  Ierse graafschap Tipperary. Oorspronkelijk was de naam Tipperary Junction. Het station ligt een kilometer of vijf ten westen van het dorp Tipperary.
De huidige naam wijst op de functie. Hier kruist de lijn Dublin - Cork met de lijn Rosslare - Limerick. Het station wordt met name gebruikt voor een overstap tussen beide trajecten.